# Municipio de Antis
El municipio de Antis (en inglés, Antis Township) es un municipio del condado de Blair, Pensilvania, Estados Unidos. Tiene una población estimada, a mediados de 2022, de 6383 habitantes.

## Geografía
Está ubicado en las coordenadas 40°38′24″N 78°21′32″O / 40.64000, -78.35889 (40.64003, -78.358857).

## Demografía
Según el censo de 2000, en ese momento los ingresos medios de los hogares eran de $39,682 y los ingresos medios de las familias eran de $46,301. Los hombres tenían ingresos medios por $34,770 frente a los $21,948 que percibían las mujeres. Los ingresos per cápita eran de $17,950. Alrededor del 6.8% de la población estaba por debajo del umbral de pobreza.
De acuerdo con la estimación 2017-2021 de la Oficina del Censo, los ingresos medios de los hogares son de $64,363 y los ingresos medios de las familias son de $84,184. Los ingresos per cápita en los últimos doce meses, medidos en dólares de 2021, son de $37,202. Alrededor del 8.6% de la población está por debajo del umbral de pobreza.